# Andorra Televisió
Pour les articles homonymes, voir ATV.
Andorra Televisió (ATV) est la chaîne de télévision généraliste publique de la principauté d'Andorre.

## Histoire de la chaîne

Ancien logo.

Le 12 octobre 1989, le Conseil Général décide que la radio et la télévision sont des services publics essentiels et nécessaires. Il crée alors l’ORTA (Organisme de Ràdio i Televisió d’Andorra) qui est chargé de la gestion directe de la radio et de la télévision. Ainsi, le 4 décembre 1995 une chaîne de télévision baptisée Andorra Televisió (ATV) est créée. 
La production des programmes, principalement informatifs, est confiée à un producteur privé du pays jusqu'en 1997, où la responsabilité totale de la programmation passe à l’ORTA.   
ATV est membre de l’UER depuis 2003 et a ainsi participé au concours Eurovision de la chanson de 2004 à 2009.

## Organisation

### Dirigeants
Directeur général :
- Gualbert Osorio Achurra (-2008)
- Enric Castellet (2008- 2009)
- Jordi Marticella (2010-2011)
- Francesc Robert (2012-2013)
- Xavier Mujal (2014-)

### Capital
ATV est détenue à 100 % par la Ràdio i Televisió d'Andorra SA (RTVA), concessionnaire public du service de Radio-Télévision de la Principauté d'Andorre, créé le 13 avril 2000 en remplacement de l'ORTA. Son capital appartient à  100 % au gouvernement andorran.

## Programmes
La programmation est principalement axée sur l’information et les magazines, et également sur les événements à caractère institutionnel comme les séances du Conseil Général des Vallées, mais la chaîne diffuse aussi des séries, du sport et du football.
- ATV Noticies : Le journal télévisé d'ATV. Trois éditions quotidiennes à 13h45, 21h00 et 23h30.
- Club Piolet : Émission pour la jeunesse diffusée quotidiennement à 07h30 et 17h30.
- Volta i Mitja : Magazine
- In situ : Magazine
- A Casa teva : Magazine
- Més Musica : Magazine
- Muntanyes de Vida : Magazine
- Padrines i fogons : Émission culinaire sur la cuisine de montagne présentée par Xavier Albert chaque dimanche à 20 heures.